# Ned Rothenberg
Ned Rothenberg (Boston, 15 september 1956) is een Amerikaanse jazzmuzikant (klarinet, saxofoon, fluit).

## Biografie
Rothenberg leerde al als kind de klarinet spelen en bespeelde alle houtblazers tot aan de Japanse shakuhachi. Hij studeerde aan het Oberlin Conservatorium en het Berklee College of Music. In 1978 verhuisde hij naar New York, waar hij al snel speelde met John Zorn, Fred Frith, Elliott Sharp en Arto Lindsay. Al snel begon hij ook solo-concerten te spelen. Hij ging op tournee naar de Sovjet-Unie met Tom Cora, Peter Hollinger en Elliott Sharp, al snel toerde hij met Sainkho Namtchylak, met wie hij het duo-album Amulet opnam. Hij speelde ook in het Trio New Winds met fluitist Robert Dick en J.D. Parran, Herb Robertson en Gerry Hemingway, maar ook in het Trio Sync met gitarist Jerome Harris en tabla-speler Samir Chatterjee. Hij trad op op het Moers Festival met zijn sextet Double Band. Hij heeft ook duo-opnamen gemaakt met Evan Parker, speelde in zijn elektro-akoestische ensemble (The Moment's Energy, 2009) en stond op platen van Steve Lacy, Jason Hwang, Anthony Braxton, Marc Ribot, Tom Varner, George Lewis en Hamid Drake (Full Circle - Live in Lodz, 2018). Volgens Martin Kunzler heeft zijn muziek, die minder gebaseerd is op stijlen dan op de persoonlijkheden van de medespelers, de opnameprojecten van andere muzikanten geïnspireerd - van Kip Hanrahan tot Heiner Goebbels.

## Discografie

### Als leader
- 1981: Trials of the Argo (Lumina)
- 1983: Portal (Lumina)
- 1986: Trespass (Lumina)
- 1991: Overlays (Moers)
- 1991: Opposites Attract met Paul Dresher (New World)
- 1995: Power Lines (New World)
- 1995: Real and Imagined Time (Moers)
- 1996: Amulet met Sainkho (Leo)
- 1997: Monkey Puzzle met Evan Parker (Leo)
- 1998: Port of Entry (Intuition)
- 2000: Ghost Stories (Tzadik)
- 2001: Tools of The Trade met Denman Maroney, (CIMP)
- 2002: Intervals (Animul)
- 2004: Decisive Action met Satoh Masahiko (BAJ)
- 2004: En Passant met Peter A. Schmid (Creative Works)
- 2004: Harbinger (Animul)
- 2006: Falling into Place met Slava Ganelin (Auris Media)
- 2006: El Nino met Matthias Ziegler, Peter A. Schmid (Creative Works)
- 2007: Live at Roulette met Evan Parker (Animul)
- 2007: The Fell Clutch met Tony Buck, Stomu Takeishi (Animul)
- 2007: Inner Diaspora (Tzadik)
- 2009: While You Were Out met Catherine Jauniaux, Barre Phillips (Kadima Collective)
- 2009: Free Zone Appleby 2007 met  Evan Parker, Paolo Angeli (psi)
- 2010: Live at DOM met Vladimir Volkov (Dom)
- 2010: Quintet for Clarinet and Strings (Tzadik)
- 2010: Ryu Nashi/No School-New Music for Shakuhachi (Tzadik)
- 2012: World of Odd Harmonics (Tzadik)
- 2016: In Cahoots met Mark Feldman, Sylvie Courvoisier, (Clean Feed)
- 2018: Strings 2 met Perelman/Maneri/Roberts (Leo)

Met New Winds
- 1989: The Cliff (Sound Aspects)
- 1991: Traction (Sound Aspects)
- 1995: Digging It Harder from Afar (Les Disques Victo)
- 1998: Potion (Les Disques Victo)

Met Semantics
- 1986: Semantics (Review)
- 1987: Bone of Contention (SST)

### Als sideman
Met Anthony Braxton
- 1995: Creative Orchestra (Köln) 1978 (hatART)
- 1999: Trillium R (Braxton House)
- 2011: Orchestra (Paris) 1978 (Braxton Bootleg)

Met Robert Dick
- 1991: Venturi Shadows (OODiscs)
- 1995: Worlds of If (Leo)

Met Kip Hanrahan
- 1983: Desire Develops an Edge (American Clave)
- 1985: Kip Hanrahan, Vertical's Currency (American Clave)

Met Denman Maroney
- 2003: Fluxations (New World)
- 2008: Gaga (Nuscope)
- 2009: Udentity (Clean Feed)

Met Steve Nieve
- 2001: Mumu (Silvertone)
- 2007: Welcome to the Voice (Deutsche Grammophon)

Met Evan Parker
- 2009: The Moment's Energy (ECM)
- 2012: Evan Parker, Hasselt (psi)
- 2014: Evan Parker, Seven ElectroAcoustic Septet (Les Disques Victo)

Met Marc Ribot
- 2001: Music from the Performance Inasmuch As Life Is Borrowed (Ultima Vez)
- 2003: Scelsi Morning (Tzadik)
- 2003: Soundtracks II (Tzadik)

Met Adam Rudolph
- 2008: Dream Garden (Justin Time)
- 2011: Can You Imagine...The Sound of a Dream (Meta)

Met Steve Swell
- 2000: Flurries Warm and Clear (CIMP)
- 2015: Kanreki: Reflection & Renewal (Not Two)

Met John Zorn
- 1986: The Big Gundown (Nonesuch)
- 2001: Music Romance Volume III: The Gift (Tzadik)
- 2010: Dictee Liber Novus (Tzadik)

Met anderen
- 1988: Heiner Goebbels, Heiner Mueller, Der Mann Im Fahrstuhl (ECM)
- 1989: Nicolas Collins, 100 of The World's Most Beautiful Melodies (Trace Elements)
- 1989: Sato Michihiro, Rodan (hat ART)
- 1990: Jason Hwang, Unfolding Stone (Sound Aspects)
- 1993: Samm Bennett, The Big Off (Factory Outlet)
- 1994: Liu Sola, Blues in the East (Axiom)
- 1994: Marisa Monte, Green, Blue, Yellow, Rose and Charcoal (Metro Blue)
- 2000: Phil Haynes Herb Robertson 5tet, Brooklyn-Berlin (CIMP)
- 2000: Roy Nathanson, Fire at Keaton's Bar & Grill (Six Degrees)
- 2000: Sainkho Namtchylak, Stepmother City (Ponderosa Music & Art)
- 2001: Bobby Previte, The 23 Constellations of Joan Miro (Tzadik)
- 2001: Elliott Sharp, Radiolaria (Zoar)
- 2002: Daniel Zamir, Children of Israel (Tzadik)
- 2002: Marty Ehrlich, The Long View (Enja)
- 2006: Elvis Costello, The Juliet Letters (Rhino)
- 2008: Anthony Coleman, Lapidation (New World)
- 2014: Bob Ostertag, Bob Ostertag Plays the Serge 1978–1983 (Analogue Motions Studio)